# Dieta de Ratisbona (1541)

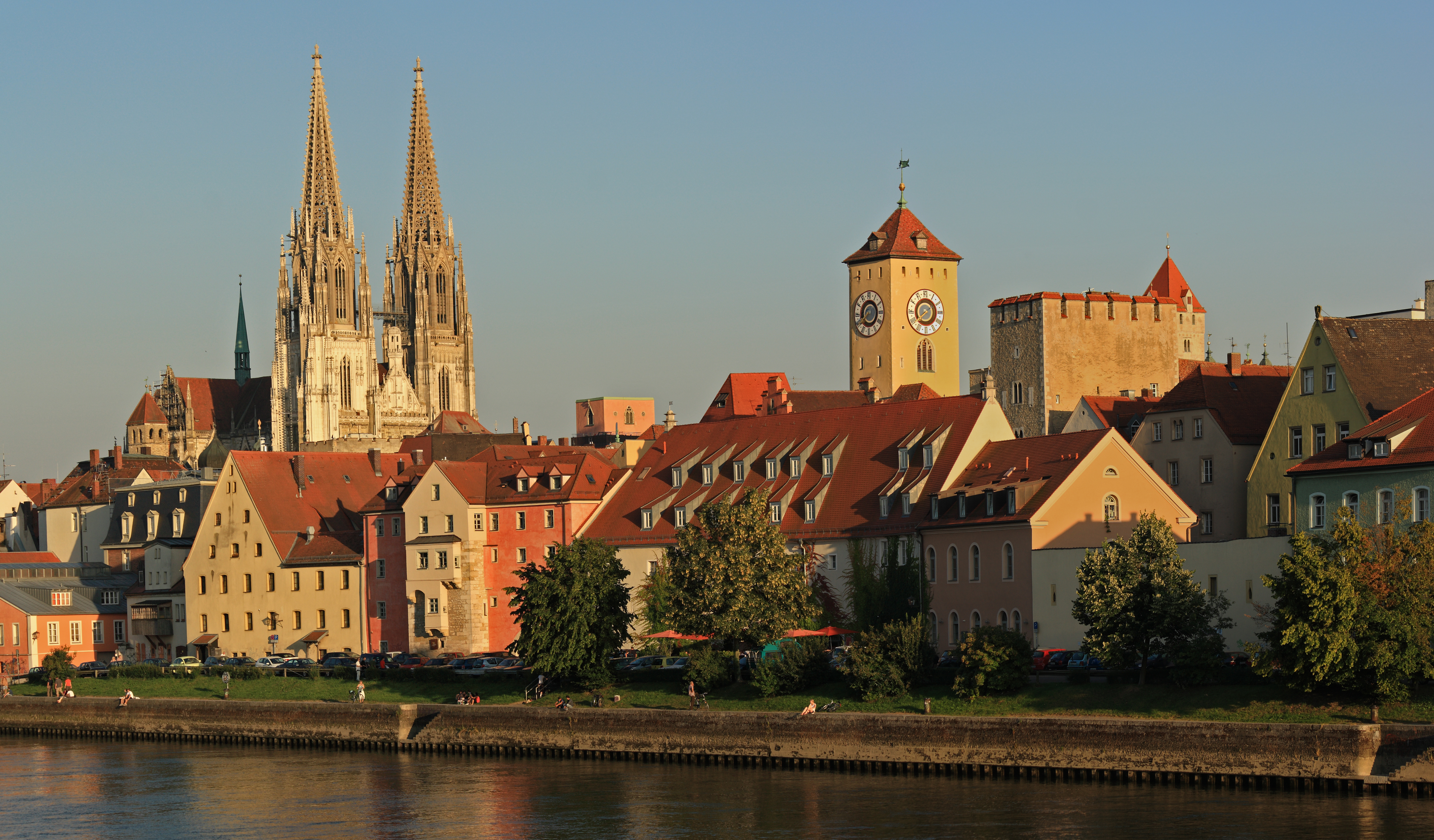
Um panorama do centro de Ratisbona, cidade onde, em 1541, se reuniu a Dieta

A Dieta de Ratisbona ou Colóquio de Ratisbona foi uma conferência realizada em Ratisbona, em 1541, durante a Reforma Protestante, que marca o ápice das tentativas de restaurar a unidade religiosa do Sacro Império Romano-Germânico, por meio do debate teológico entre os protestantes e os católicos.

## Antecedentes
Delegados de várias facções chaviam se encontrado em Haguenau, em 1540, e em Worms, em janeiro de 1541, mas a última sessão da Dieta Imperial foi suspensa pelo Imperador Carlos V, pois a Dieta estava se preparando para se reunir em Ratisbona. O assunto para debate deveria ser a Confissão de Augsburgo, a principal declaração doutrinária do movimento protestante, e a Apologia da Confissão de Augsburgo, uma defesa da Confissão escrita por Filipe Melâncton. 
Em 15 de dezembro de 1540, uma conferência secreta ocorreu entre Johann Gropper, cônego da Colônia, e Gerhard Veltwick, secretário imperial, de um lado, e Martin Bucer e Wolfgang Capito, delegados da protestante Estrasburgo, de outro. Os dois lados concordaram sobre o pecado original e a justificação, mas a promessa feita pelo partido católico, em Haguenau, de negociar na base da Confissão e da Apologia foi retirada.
No início de 1541, Bucer enviou um projeto de conclusões a Joaquim II de Brandemburgo, com o pedido de comunicar a Lutero e os outros príncipes protestantes da liga. O documento foi essencialmente idêntico com o posteriormente chamado Livro de Ratisbona, que formou a base da Conferência de Ratisbona, em lugar da Confissão de Augsburgo. 
Ele foi dividido em vinte e três artigos, alguns dos quais se aproximavam mais da visão protestante, mas não decidia questões dogmáticas e não excluía posições católicas. Em 13 de fevereiro de 1541, o livro chegou às mãos de Lutero. Apesar das aparentes concessões feitas em relação à doutrina da justificação, ele percebeu que os artigos propostos do acordo poderiam não ser aceitos por nenhuma das partes.

## O Colóquio
Em 23 de fevereiro de 1541, o Imperador entrou em Ratisbona. Por consideração de sua difícil situação política, especialmente da ameaça de guerra com os Turcos Otomanos e as negociações do rei francês com os protestantes em seu país, era seu desejo pacificar a Germânia. A conferência foi aberta em 5 de abril. Os negociadores foram Gropper, Pflugk e Maier von Eck, do lado católico, sob a supervisão do Legado Papal Cardeal Contarini; Bucer, o velho Johannes Pistorius, e Melânchton pelos protestantes. Além dos presidentes, o Conde Palatino Frederico e Nicholas Perrenot de Granvelle, seis testemunhas estavam presentes, entre eles Burkhardt e Feige, ministros da Saxônia e Hesse, respectivamente, e Jakob Sturm, de Estrasburgo. 
Os primeiros quatro artigos, sobre a condição e a integridade do homem antes da queda, sobre o livre arbítrio, sobre a causa do pecado e sobre o pecado original, passaram sem dificuldades. O artigo sobre a justificação encontrou grande oposição, especialmente de Eck, mas um acordo foi finalmente alcançado. Nem o Eleitor João Frederico I, nem Lutero, estavam satisfeito com este artigo. Com relação aos artigos sobre a autoridade doutrinária da Igreja, a hierarquia, a disciplina, os sacramentos, etc., nenhum acordo foi possível, e eles ficaram todos sem resultado. Em 31 de maio, o livro, com as alterações acordadas e nove contra-propostas dos protestantes, foi devolvido ao Imperador. Apesar da oposição da Mogúncia, da Baviera e do legado imperial, Carlos V ainda esperava por um acordo baseado nos artigos que tinham sido aceitos por ambas as partes, com aqueles em que eles diferiam sendo adiados para um momento posterior. 
Como foi percebido que todas as negociações seriam em vão se o consentimento de Lutero não foram obtido, uma delegação, chefiada por João de Anhalt, chegou em Wittenberg, onde Lutero residia, em 9 de junho. Lutero respondeu com um jeito educado e quase diplomático. Ele manifestou a sua satisfação em referência ao acordo sobre alguns dos artigos, mas não acreditou na sinceridade de seus adversários e fez o seu consentimento depender de condições que ele sabia que não seriam aceitas pelos católicos romanos. 
Antes de a delegação retornar de Wittenberg, o partido romano tinha destruído totalmente toda a esperança de união. A fórmula da justificação, que Contarini tinha enviado à Roma, foi rejeitada pelo consistório papal. Roma declarou que o assunto poderia ser resolvido somente em um concílio, e esta opinião foi compartilhada pelo grupo mais severo. Alberto de Brandemburgo instigou o Imperador a pegar em armas contra os protestantes. Carlos V tentou, em vão, induzir os protestantes a aceitarem os artigos disputados, enquanto Joaquim de Brandemburgo fez novas tentativas de conseguir um acordo. A cada dia, o abismo entre os partidos em oposição se tornava maior e, ambos, até mesmo os católicos romanos, mostraram uma disposição para aliar-se à França contra o Imperador.

## Desfecho da Conferência
Assim, o destino do Livro de Ratisbona não era mais duvidoso. Depois que o Eleitor João Frederico e Lutero tinham-se tornado mais do que familiarizados com seus conteúdos, suas indisposições foram confirmadas, e Lutero exigiu mais decididamente que até mesmo os artigos acordados, deveriam ser rejeitados. Em 5 de julho, os participantes rejeitaram os esforços do Imperador pela união. Eles exigiram uma investigação dos artigos acordados, e que, em caso de necessidade, deveriam ser alterados e explicados pelo Legado Papal. Além disso, os protestantes deveriam ser obrigados a aceitar os artigos disputados. Em caso de sua recusa, um concílio geral ou nacional deveria ser convocado. Contarini recebeu instruções para anunciar ao Imperador que todos os acordos de questões religiosa e eclesiástica deveriam ser deixadas para o Papa. Portanto, todo o esforço pela união foi frustrado, mesmo antes de os domínios protestantes declararem que insistiriam em suas counterpropostas, em relação aos artigos disputados.
O eventual resultado da conferência religiosa deveria ser colocado diante de um concílio geral ou nacional, ou diante de uma assembleia do Império, que deveria ser convocada dentro de dezoito meses. Nesse meio tempo, os protestantes ficariam comprometidos com o Interim de Ratisbona, decretado por Carlos V, para garantir que eles adeririam aos artigos acordados, para não publicar nada sobre eles, e para não abolir quaisquer igrejas ou mosteiros, enquanto os prelados seriam ordenados a reformar seu clero, a mando do legado. A Paz de Nuremberga deveria se estender até o tempo do futuro concílio, mas o Recesso de Augsburgo deveria ser mantido.
Estas decisões poderiam se tornar muito perigosas para os protestantes, e para não forçar uma aliança com seus adversários estrangeiros, o Imperador decidiu mudar 
algumas das resoluções em favor deles, mas os católicos romanos não reconheceram sua declaração. Como ele não estava disposto a se expor a uma intervenção deles, deixou Ratisbona em 29 de junho, sem ter obtido um acordo ou uma humilhação dos protestantes, e o partido romano agora olhava para ele com mais desconfiança do que os protestantes.

## Leitura complementar
I. Fontes
- Klaus Ganzer (Hrsg): Akten der deutschen Reichsreligionsgespräche im 16. Jahrhundert. Band 3: Das Spectaculum Religionsgespräch (1541). 2 Teilbände. Vandenhoeck & Ruprecht, Göttingen 2007.
- Johannes Calvins Lebenswerk em Briefen. Band 1. Mohr, Tübingen, 1909, p.  118-129.

II. Literatura secundária
- Hans-Martin Barth u.a.: Das Spectaculum Religionsgespräch im Jahr 1541. Rückblick und ökumenische Perspektiven. Pustet, Regensburgo, 1992, ISBN 3-7917-1318-3.
- Wolf Dieter Hauschild: der Kirchen - und Dogmengeschichte. Band 2: Reformation und Neuzeit. 3. Auflage. Gütersloher Verlag-Haus u. a. Gütersloh 2005, ISBN 3-579-00094-2, pp.  145ff.
- Athina Lexutt: Rechtfertigung im Gespräch. Das Rechtfertigungsverständnis em den Religionsgesprächen von Hagenau, Worms und Regensburg 1540/41. Vandenhoeck & Ruprecht, Göttingen, 1996, ISBN 3-525-55172-X, (Forschungen zur Kirchen - und Dogmengeschichte 64), (Também: Bona, Univ., Diss., 1994/95).
- Otto Scheib: Die innerchristlichen Religionsgespräche im Abendland. Regionale Verbreitung, institutionelle Gestalt, theologische Themen, kirchenpolitische Funktion. Mit besonderer Berücksichtigung des konfessionellen Zeitalters (1517 - 1689). Harrassowitz, Wiesbaden 2009, ISBN 978-3-447-06133-9, (Wolfenbütteler Forschungen Bd. 122), pp.  186f.
- Gehrhard B. Winkler: Das Regensburger Religionsgespräch 1541. In: Albrecht, Dieter (ed.): Regensburg - Stadt der Reichstage. Vom Mittelalter zur Neuzeit. Regensburgo 1994, (Schriftenreihe der Universität Regensburg 21), ISBN 3-9803470-9-5, pp.  72-81.
- Karl-Heinz zur Mühlen: Die Reichsreligionsgespräche von Hagenau, Worms und Regensburg 1540/41, Chancen und Grenzen des kontroverstheologischen Dialogs in der Mitte des 16. Jahrhunderts. In: Blätter für pfälzische Kirchengeschichte und religiöse Volkskunde (BPfKG) 72, 2005, ISSN 0341-9452, S. 319-334.